# ローブデコルテ (競走馬)
競走馬におけるローブデコルテとは、
1. 日本の、1988年生まれの競走馬、繁殖牝馬[1]。競走馬時代は8戦未勝利に終わったが、中央競馬で重賞5勝を挙げたダイワテキサスの母となった。
2. アメリカで生産され、日本で調教された2004年生まれの競走馬、繁殖牝馬。本項にて記述。

ローブデコルテ（欧字名:Robe Decollte、2004年4月28日 - 2014年3月19日）は、日本の競走馬、繁殖牝馬。2007年に優駿牝馬（オークス）を制し、中央競馬のクラシック競走史上初の外国産勝利馬となった。また、史上初の芦毛のオークス馬でもある。
馬名はフランス語で女性の礼装「ローブ・デコルテ」に由来する。

## 経歴

### 競走馬時代
2006年に函館競馬場の新馬戦でデビューし、安藤勝己騎乗で勝利する。続く条件戦2走を2着として阪神ジュベナイルフィリーズに出走するが、ウオッカの4着に敗れた。
2007年は紅梅ステークスから始動し、これに勝利して2勝目を挙げた。しかし続く桜花賞トライアルのチューリップ賞は5着、本番の桜花賞でも4着に敗れた。迎えたオークスでは、桜花賞優勝のダイワスカーレットが感冒のために、ウオッカが東京優駿に出走するためにここを回避し、53年振り・春季開催のオークスとしては史上初めて桜花賞1、2着馬が不在という混戦模様となる。その中でも本馬は5番人気であったが、レースでは中団を進むと最後の直線で大外から追い込み、1番人気のベッラレイアをゴール直前でハナ差交わして優勝した。優勝タイム2分25秒3は、1990年にエイシンサニーが記録した2分26秒1を17年振りに更新するレースレコードだった。
この後は、アメリカンオークスに遠征。鞍上は騎乗停止となっていた福永祐一に替わり、同じくアメリカ遠征をしていた岩田康誠が務めた。レースではスタートで出遅れ、直線で追い込むもパンティーレイドに敗れて5着に終わった。また、競走中に鼻出血を発症したことにより、日米双方で1ヶ月間の出走停止を課せられた。
帰国後は、この夏に発生した馬インフルエンザの影響もあり、予定していたローズステークスを回避して牝馬三冠目の秋華賞へ直行。しかし10着と大敗を喫すると、以降は凡走を続けるようになる。結局、オークス以後は古馬になって出走した阪急杯 (GIII) とNSTオープン（オープン特別）での3着が最高という成績で、2008年秋に出走した府中牝馬ステークスでの10着を最後に競走馬引退、繁殖入りが決まった。

### 引退後
馬主の前田幸治が経営するノースヒルズマネジメントで繁殖入りし、初年度の2009年はアグネスタキオンと交配され、翌年芦毛の牝馬（スイートメドゥーサ）を出産した。スイートメドゥーサはデビュー戦を1番人気で快勝したものの、その後2戦続けてスタート直後に外に逃避して競走中止となってしまい、矯正は困難と判断されて引退している。2014年3月19日に、第3子となるハーツクライの仔の出産時に、膀胱破裂のため死亡。10歳没。仔馬も死亡したため、残した仔は2頭のみであった。

## 競走成績
以下の内容は、JBISサーチおよびnetkeiba.comに基づく。
| 競走日     | 競馬場      | 競走名             | 格     | 距離（馬場）  | 頭 数 | 枠 番 | 馬 番 | オッズ （人気） | 着順 | タイム （上がり3F） | 着差 | 騎手      | 斤量 [kg] | 1着馬（2着馬）         | 馬体重 [kg] |
| ---------- | ----------- | ------------------ | ------ | ------------- | ----- | ----- | ----- | --------------- | ---- | ------------------- | ---- | --------- | --------- | ---------------------- | ----------- |
| 2006.07.23 | 函館        | 2歳新馬            |        | 芝1800m（稍） | 9     | 4     | 4     | 006.50（3人）   | 01着 | R1:56.5（36.4）     | -0.2 | 0安藤勝己 | 54        | （フィールドウイナー） | 452         |
| 0000.09.09 | 札幌        | コスモス賞         | OP     | 芝1800m（良） | 12    | 7     | 10    | 013.00（6人）   | 02着 | R1:49.0（36.1）     | -0.6 | 0安藤勝己 | 54        | ナムラマース           | 462         |
| 0000.11.19 | 京都        | 2歳500万下         |        | 芝1600m（良） | 7     | 4     | 4     | 002.90（2人）   | 02着 | R1:35.6（35.5）     | -0.0 | 0安藤勝己 | 54        | ジャングルテクノ       | 456         |
| 0000.12.03 | 阪神        | 阪神JF             | GI     | 芝1600m（良） | 18    | 8     | 17    | 022.80（6人）   | 04着 | R1:33.8（34.5）     | -0.7 | 0福永祐一 | 54        | ウオッカ               | 456         |
| 2007.01.14 | 京都        | 紅梅S              | OP     | 芝1400m（良） | 16    | 2     | 4     | 002.30（1人）   | 01着 | R1:22.5（35.7）     | -0.1 | 0安藤勝己 | 54        | （バクシンヒロイン）   | 456         |
| 0000.03.03 | 阪神        | チューリップ賞     | JpnIII | 芝1600m（良） | 16    | 4     | 8     | 014.60（3人）   | 05着 | R1:34.8（34.5）     | -1.1 | 0武豊     | 54        | ウオッカ               | 458         |
| 0000.04.08 | 阪神        | 桜花賞             | JpnI   | 芝1600m（良） | 18    | 3     | 6     | 076.80（9人）   | 04着 | R1:34.5（33.5）     | -0.8 | 0福永祐一 | 55        | ダイワスカーレット     | 454         |
| 0000.05.20 | 東京        | 優駿牝馬           | JpnI   | 芝2400m（良） | 18    | 1     | 2     | 011.70（5人）   | 01着 | R2:25.3（34.7）     | -0.0 | 0福永祐一 | 55        | （ベッラレイア）       | 456         |
| 0000.07.07 | ハリウッドP | アメリカンオークス | G1     | 芝2000m（良） | 9     |       | 5     |                 | 05着 | R2:02.1             | -0.6 | 0岩田康誠 | 55        | Panty Raid             | 計不        |
| 0000.10.14 | 京都        | 秋華賞             | JpnI   | 芝2000m（良） | 18    | 8     | 18    | 020.00（4人）   | 10着 | R1:59.9（33.9）     | -0.8 | 0福永祐一 | 55        | ダイワスカーレット     | 464         |
| 0000.11.11 | 京都        | エリザベス女王杯   | GI     | 芝2200m（良） | 13    | 4     | 5     | 014.10（6人）   | 11着 | R2:13.0（34.7）     | -1.1 | 0福永祐一 | 54        | ダイワスカーレット     | 462         |
| 2008.02.03 | 京都        | 京都牝馬S          | GIII   | 芝1600m（重） | 13    | 3     | 4     | 024.1（11人）   | 05着 | R1:36.7（34.7）     | -0.7 | 0福永祐一 | 58        | アドマイヤキッス       | 464         |
| 0000.03.02 | 阪神        | 阪急杯             | GIII   | 芝1400m（良） | 16    | 1     | 2     | 020.10（6人）   | 03着 | R1:21.1（34.7）     | -0.4 | 0福永祐一 | 56        | ローレルゲレイロ       | 460         |
| 0000.04.12 | 阪神        | 阪神牝馬S          | GII    | 芝1400m（良） | 15    | 7     | 12    | 004.80（3人）   | 06着 | R1:22.2（34.7）     | -0.8 | 0福永祐一 | 57        | エイジアンウインズ     | 464         |
| 0000.05.18 | 東京        | ヴィクトリアマイル | JpnI   | 芝1600m（良） | 18    | 2     | 3     | 019.70（7人）   | 14着 | R1:35.1（34.6）     | -1.4 | 0福永祐一 | 55        | エイジアンウインズ     | 462         |
| 0000.08.24 | 新潟        | NST・OP            | OP     | 芝1400m（稍） | 10    | 1     | 1     | 003.00（2人）   | 03着 | R1:21.1（34.7）     | -0.1 | 0福永祐一 | 54        | ヤマニンエマイユ       | 470         |
| 0000.10.05 | 阪神        | ポートアイランドS  | OP     | 芝1600m（稍） | 18    | 5     | 9     | 005.00（2人）   | 07着 | R1:35.8（34.7）     | -1.1 | 0四位洋文 | 54        | マイネルレーニア       | 472         |
| 0000.10.19 | 東京        | 府中牝馬S          | GIII   | 芝1800m（良） | 18    | 3     | 5     | 052.4（11人）   | 10着 | R1:46.3（34.3）     | -0.8 | 0津村明秀 | 55        | ブルーメンブラット     | 468         |

## 繁殖成績
|       | 馬名               | 誕生年 | 毛色 | 父                 | 性 | 厩舎           | 馬主                     | 戦績                  |
| ----- | ------------------ | ------ | ---- | ------------------ | -- | -------------- | ------------------------ | --------------------- |
| 第1子 | スイートメドゥーサ | 2010年 | 芦毛 | アグネスタキオン   | 牝 | 栗東・松元茂樹 | ノースヒルズマネジメント | 3戦1勝（引退・繁殖）  |
| 第2子 | エレーデ           | 2013年 | 鹿毛 | ディープインパクト | 牝 | 栗東・松元茂樹 | 前田幸治                 | 13戦1勝（引退・繁殖） |

## 血統表
| ローブデコルテの血統                | ローブデコルテの血統                      | ローブデコルテの血統     | （血統表の出典）         | （血統表の出典） |
| 父系                                | カロ系（フォルティノ系）                  | カロ系（フォルティノ系） | カロ系（フォルティノ系） | [ § 2 ]          |
| 父 Cozzene 1980 芦毛 アメリカ       | 父の父Caro 1967 芦毛 フランス             | *フォルティノ Fortino    | Grey Sovereign           | Grey Sovereign   |
| 父 Cozzene 1980 芦毛 アメリカ       | 父の父Caro 1967 芦毛 フランス             | *フォルティノ Fortino    | Ranavalo                 |                  |
| 父 Cozzene 1980 芦毛 アメリカ       | 父の父Caro 1967 芦毛 フランス             | Chambord                 | Chamossaire              | Chamossaire      |
| 父 Cozzene 1980 芦毛 アメリカ       | 父の父Caro 1967 芦毛 フランス             | Chambord                 | Life Hill                |                  |
| 父 Cozzene 1980 芦毛 アメリカ       | 父の母Ride the Trails 1971 鹿毛 アメリカ  | Prince John              | Princequillo             | Princequillo     |
| 父 Cozzene 1980 芦毛 アメリカ       | 父の母Ride the Trails 1971 鹿毛 アメリカ  | Prince John              | Not Afraid               |                  |
| 父 Cozzene 1980 芦毛 アメリカ       | 父の母Ride the Trails 1971 鹿毛 アメリカ  | Wildwook                 | Sir Gaylord              | Sir Gaylord      |
| 父 Cozzene 1980 芦毛 アメリカ       | 父の母Ride the Trails 1971 鹿毛 アメリカ  | Wildwook                 | Blue Canoe               |                  |
| 母 Color of Gold 1996 鹿毛 アメリカ | 母の父Seeking the Gold 1985 鹿毛 アメリカ | Mr. Prospector           | Raise a Native           | Raise a Native   |
| 母 Color of Gold 1996 鹿毛 アメリカ | 母の父Seeking the Gold 1985 鹿毛 アメリカ | Mr. Prospector           | Gold Digger              |                  |
| 母 Color of Gold 1996 鹿毛 アメリカ | 母の父Seeking the Gold 1985 鹿毛 アメリカ | Con Game                 | Buckpasser               | Buckpasser       |
| 母 Color of Gold 1996 鹿毛 アメリカ | 母の父Seeking the Gold 1985 鹿毛 アメリカ | Con Game                 | Broadway                 |                  |
| 母 Color of Gold 1996 鹿毛 アメリカ | 母の母Sulemeif 1980 栗毛 アメリカ         | Northern Dancer          | Nearctic                 | Nearctic         |
| 母 Color of Gold 1996 鹿毛 アメリカ | 母の母Sulemeif 1980 栗毛 アメリカ         | Northern Dancer          | Natalma                  |                  |
| 母 Color of Gold 1996 鹿毛 アメリカ | 母の母Sulemeif 1980 栗毛 アメリカ         | Barely Even              | Creme dela Creme         | Creme dela Creme |
| 母 Color of Gold 1996 鹿毛 アメリカ | 母の母Sulemeif 1980 栗毛 アメリカ         | Barely Even              | Dodge Me                 |                  |
| 母系(F-No.)                         | 10号族(FN:10-d)                           | 10号族(FN:10-d)          | 10号族(FN:10-d)          | [ § 3 ]          |
| 5代内の近親交配                     | Native Dancer5×5=6.25%                    | Native Dancer5×5=6.25%   | Native Dancer5×5=6.25%   | [ § 4 ]          |
| 出典                                | 1. 2. 3. 4.                               | 1. 2. 3. 4.              | 1. 2. 3. 4.              | 1. 2. 3. 4.      |

- 半妹カリズマティックゴールドの孫に2023年北海道三冠のベルピット。
- 従姉に中央競馬史上2頭目の牝馬三冠馬スティルインラブ、従兄にラジオたんぱ賞 (GIII) 優勝馬ビッグバイアモンがいる。
- そのほかの近親にアズマシャトル、ヤマニンウルス、ヤマニンアルリフラ。